# بیلونا
بیلونا (لهستانی: Bellona) شرکت انتشارات لهستانی است، که در سال ۱۹۴۷ تأسیس شد.